# Musaylima ibn Habib
Musaylima ibn Ḥabīb (Arabo ﻣﺴﻴﻠﻤـة ﺑﻦ ﺣﺒﻴﺐ) o Maslama ibn Ḥabīb (Arabo مسلمة بن حبيب) fu un arabo che nel VII secolo si proclamò, nella regione araba della Yamama, profeta dei Banū Ḥanīfa, alla stessa stregua di Maometto con i Quraysh. Fu dai musulmani qualificato come "falso profeta" o, direttamente, "Il Mentitore" - al-Kadhdhāb - (Arabo الكذّاب).

## Nome e biografia
Il nome di Musaylima (che non è detto sia un diminutivo di Maslama, datogli dai musulmani per disprezzo, visto che per lo più viene chiamato al-Kadhdhāb, "Il mentitore") era Maslama ibn Ḥabīb al-Ḥanīfī, che indica che era figlio di Ḥabīb e della tribù dei Banū Ḥanīfa, una delle più popolose tribù dell'Arabia, e più specificamente della Yamāma. L'attuale casato reale saudita dell'Āl Saʿūd addita come suo ascendente proprio tale antica tribù. I Banū Ḥanīfa erano una branca cristiana dei Banu Bakr e conducevano un'esistenza totalmente indipendente prima dell'Islam.
Musaylima era il signore teocratico di un sacro ḥaram, o enclave, che (secondo una tradizione) egli aveva organizzato nella Yamāma prima dell'Egira del profeta Maometto (622). In tal modo egli controllava un'area dell'Arabia orientale assai più vasta di quella che controllava Maometto al termine della sua vita (632).
La prima notizia che lo riguarda è datata all'ultima parte dell'anno 9 dell'Egira, il cosiddetto "Anno delle delegazioni", quando egli accompagnò una delegazione della sua tribù a Medina. La delegazione includeva altri due importanti esponenti musulmani che più tardi aiutarono Musaylima a impadronirsi del potere tribale dopo la morte nel 630 del suo capo, il cristiano ʿAwda b. ʿAlī al-Ḥanīfī, salvando così la loro tribù dalla distruzione ad opera di Medina. Quegli uomini erano Rahhāl (o al-Rajjāl) ibn ʿUnfuwa e Mujjāʿa b. Marāra (ricordato solo da Baladhuri). A Medina la deputazione fu ospitata da una figlia di al-Ḥārith al-Najjāriyya, una donna degli Ansar del clan dei Banu Najjar (col quale era imparentato Maometto).
In tale frangente sembra che Musaylima fosse stato assegnato alla custodia dei dromedari e che pertanto non avesse preso parte alle trattative che condussero alla conversione dei delegati (che abiurarono il Cristianesimo). Come d'abitudine, Maometto assegnò un "dono di commiato" (jawāʾiz ) a ciascun membro della delegazione (5 ūqiyya d'argento a testa), che dissero: "Abbiamo lasciato uno dei nostri nel campo per sorvegliare le cavalcature", chiedendo lo stesso dono anche per lui.
Maometto consegnò loro il donativo anche per lui, e aggiunse: "Dacché egli ha custodito i vostri bagagli ed i vostri cammelli, egli non è il peggiore fra voi". Al loro ritorno, costoro convertirono l'intera tribù all'Islam, edificarono una moschea nella Yamāma e cominciarono a fare regolarmente le ṣalāt previste.

## Proclamazione della profezia
Mentre era nella Yamāma, Musaylima proclamò la sua profezia e riunì la gente, parlando loro (riferendosi a Maometto):
Cominciò poi a parlare in prosa ritmica (sāj) a imitazione del Corano.
Musaylima, che si dice fosse stato un esperto mago, impressionava le masse con "miracoli". Egli era in grado di porre un uovo in una bottiglia; poteva strappare le penne di un uccello e poi attaccargliele di nuovo così che esso era ancora in grado di volare e usava questi impressionanti espedienti per persuadere la gente che egli era divinamente assistito.
Musaylima pronunciava versi che affermava essere rivelazioni divine e diceva alle masse che Maometto aveva diviso con lui il potere. Musaylima si riferiva a se stesso usando il termine di "Rahman", che suggeriva l'idea che fosse egli stesso Dio. Perciò molti della sua gente lo accettarono come profeta. Gradualmente l'influenza e l'autorità di Musaylima crebbe tra la gente della sua tribù. Musaylima abolì la preghiera obbligatoria e concesse di praticare liberamente l'attività sessuale e il consumo di bevande alcoliche.
Musaylima propose dunque a Maometto di dividere con lui il potere sulle genti dell'Arabia centro-occidentale. Nell'anno 10 dell'Egira (equivalente al 9 aprile 631-28 marzo 632) così scrisse a Maometto:
Muhammad, tuttavia, così gli rispose:
()

## Morte
Dopo la morte di Maometto, Musaylima insorse contro il primo califfo Abū Bakr ma le sue forze furono sgominate da quelle di Khalid ibn al-Walid e Musaylima fu ucciso da Wahshī ibn Harb nella battaglia di Aqraba'.
Dopo la morte di Musaylima, una delegazione dei Banu Hanifa si fece ricevere da Abu Bakr. Egli chiese ai componenti quali fossero gli insegnamenti di Musaylima. Come esempio della sua dottrina, essi recitarono il seguente verso, che gli sarebbe stato rivelato: "O rana! Quanto sei felice. Tu non impedisci al bevitore di bere, né gli insudici l'acqua. Metà del mondo appartiene a noi e metà ai Quraysh, ma i Quraysh sono un popolo crudele". Udendo ciò, Abū Bakr osservò: "Dio sia lodato! È forse questa una parola divina? Non ha alcunché di sublime come le cose divine. In quale profondità v'ha trascinato!" 
Non tutti i seguaci di Musaylima divennero buoni musulmani. Dieci o venti anni dopo, l'uomo che aveva riferito il suo messaggio a Maometto e qualcun altro furono denunciati come Kuffar (infedeli) apostati, in quanto pervicaci seguaci delle dottrine di Musaylima e quindi furono giustiziati.